# Jakobín

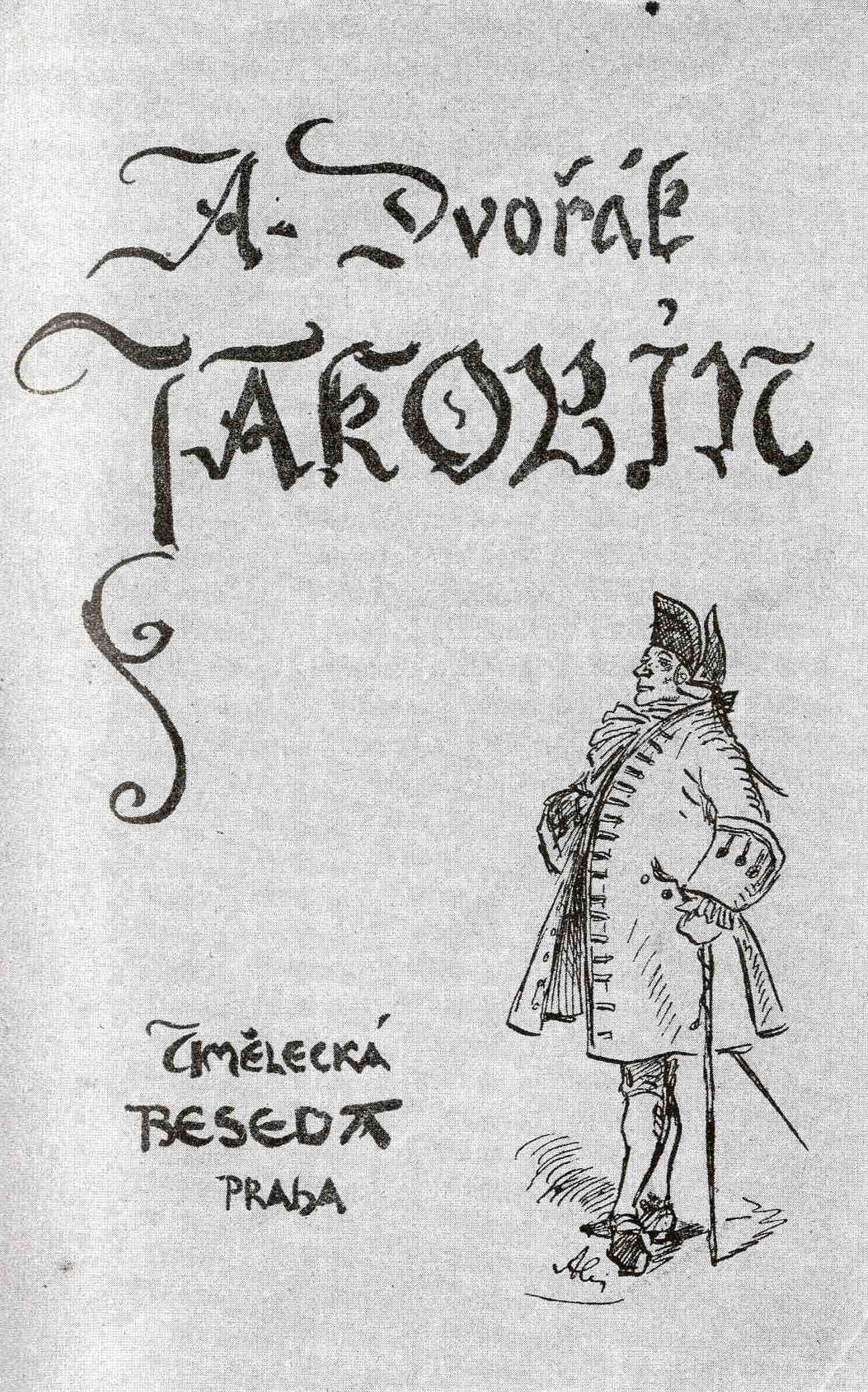

Jakobín (op. 84, B. 200) oftewel De Jakobijn is een opera (muziektheaterstuk) van Antonín Dvořák in drie bedrijven naar een origineel Tsjechisch libretto van Marie Červinková-Riegrová. Červinková-Riegrová ontleende een deel van de karakters aan het verhaal "Aan het hertogelijk hof" van Alois Jirásek, maar ontwikkelde haar eigen plot. De eerste uitvoering van de opera (B. 159) vond plaats op 12 februari in het Nationaal Theater van Praag in 1889. Červinková-Riegrová herzag het libretto, met toestemming van Dvořák, in 1894, met name in het laatste bedrijf. Dvořák herzag de muziek in 1897. De première van de herziene versie vond plaats op 19 juni 1898, onder leiding van Adolf Čech.

## Synopsis
De opera speelt zich af in een klein dorp in de Bohemen kort na de Franse Revolutie.

### Eerste bedrijf
Graaf Vilém von Harasov verliest zijn vrouw, verstoot zijn eigen zoon Bohuš vanwege diens vrijzinnige ideeën, omarmt zijn neef Adolf, en leeft sindsdien een teruggetrokken bestaan. Bohuš vertrekt naar Parijs en wordt in zijn familie verstoten als Jakobijn. Vandaag, op het feest van de kerkwijding, keert Bohuš, zonder zich bekend te maken, als begeleider van zijn vrouw Julia op het landgoed van zijn vader terug. Het onbekende echtpaar ziet de jeugd, die uit de kerk stroomt; de oude leraar Benda met zijn dochter Terinka en haar liefje, de ouder wordende, opgeblazen burggraaf Filip. Ook zien zij de jagersgezel Jiří, die de jonge Terinka veel liever is. Uit jaloezie zingt Jiří een spotlied op de burggraaf en drijft hen daarmee tot razernij. Bohuš en Julia horen over de „afvallige zoon van de graaf“. Ze komen al snel zelf onder verdenking te staan, omdat zij uit Parijs komen en zich als kunstenaars en Jakobijnen hebben voorgedaan. Dan arriveren tot ieders verrassing de oude graaf en zijn neef Adolf. Ze worden eerbiedig door het volk begroet. De graaf bevestigt dat hij Bohuš niet langer als zijn kind ziet, en verklaart Adolf tot zijn erfgenaam, tot schrik van de tussen de omstanders verscholen Bohuš en Julia.

### Tweede bedrijf
In de klas oefent leraar Benda met een koor van kinderen en dorpelingen een feestelijke cantate ter viering van Adolfs nieuwe positie. Terinka en Jiří zingen de solopartij. Na de repetitie verklaren zij elkaar hun liefde. Echter, Benda komt terug en kondigt aan dat zijn dochter Terinka met de burggraaf zal trouwen. Er ontstaat een twistgesprek, maar plotseling verschijnen de dorpelingen weer vanwege alarmerende geruchten dat er duistere Jakobijnen in het dorp zijn aangekomen. In afschuw rennen de dorpelingen weer weg. Vervolgens komen Bohuš en Julia aan om Benda te vragen of ze bij hem mogen schuilen. Benda neigt ernaar hen te weigeren, maar als hij ontdekt dat ze Tsjechen zijn, die zichzelf in het buitenland hebben onderhouden door liederen te zingen uit hun geboorteland, wordt hij overweldigd door warme gevoelens en heet hij ze hartelijk welkom. De burggraaf komt om de schone Terinka het hof te maken, maar zij wijst hem af. Als Jiří hem tart, dreigt hij hem in te zetten als militair. Direct daarna komt Adolf binnen en belooft de burggraaf het hoogste ambt, als het hem lukt het onbekende, verdachte echtpaar in hechtenis te nemen. Bohuš treedt naar voren, maakt zichzelf bekend, en wordt na enige schermutselingen door Adolf als gevangene afgevoerd.

### Derde bedrijf
In het slot probeert Jiří de graaf te ontmoeten om hem te vertellen dat zijn zoon gevangen is genomen, maar wordt hij zelf gearresteerd door Adolf en de burggraaf. Ondertussen lukt het de oude leraar Benda en Julia, met hulp van de sleutelbewaarster Lotinka, het slot binnen te dringen en met de graaf te spreken. De graaf wijst Benda’s voorstel om zich met zijn zoon te verzoenen af. Hij is nog steeds boos dat zijn zoon getrouwd is, Bohemen heeft verlaten en zich aangesloten heeft bij de Jakobijnen. Benda trekt zich terug, en de graaf overpeinst zijn eenzame leven en vraagt zich af of hij uiteindelijk zijn zoon wel juist heeft beoordeeld. Julia besluit te handelen en zingt vanuit haar schuilplaats een lied, dat de gestorven gravin ooit voor haar zoon pleegde te zingen. De oude graaf hoort het wiegenlied en vraagt Julia waar ze het geleerd heeft. Als hij dat hoort wordt hij boos, maar Julia weet hem te overtuigen dat Bohuš zich juist aansloot bij de Girondijnen en ter dood is veroordeeld door de Jakobijnen. Dan onthult ze dat zijn zoon gevangen zit. Ondertussen begint het feest en Julia verlaat het slot.
De kinderen en dorpelingen vieren feest en de graaf kondigt aan dat hij zijn opvolger bekend zal maken. Adolf is dolblij, maar de graaf vraagt hem en de burggraaf eerst of er gevangenen zijn die hij gratie kan verlenen vanwege het feest. De burggraaf beseft dat het spel over is als de graaf de intrigant Adolf afwijst en zijn zoon en schoondochter Bohuš en Julia omhelst. Bohuš prijst de trouw van Jiří en Terinka en de graaf geeft hen zijn zegen. De opera eindigt met een menuet, een polka en een koor waarin de blijde hereniging van de familie wordt bezongen.